# Renault (equip ciclista)
L'equip Renault va ser un equip ciclista francès que competí professionalment entre el 1978 i 1985. El patrocinador principal va ser l'empresa automobilística Renault.
L'equip va néixer com a hereu de l'antic Gitane-Campagnolo després de l'adquisició per part de Renault de la fàbrica de bicicletes Gitane. Té un gran palmarès especialment al Tour de França en què va aconseguir sis triomfs finals en vuit anys d'existència. Va ser l'equip de referència de Bernard Hinault, però també d'altres grans ciclistes com Laurent Fignon, Greg LeMond, Marc Madiot o Charly Mottet. L'equip va desaparèixer després de la temporada de 1985 amb l'abandó de Renault del patrocini. L'any següent, Cyrille Guimard va crear el Système U.

## Principals resultats
- Volta a Llombardia: Bernard Hinault (1979)
- Fletxa Valona: Bernard Hinault (1979, 1983)
- Lieja-Bastogne-Lieja: Bernard Hinault (1980)
- París-Roubaix: Bernard Hinault (1981), Marc Madiot (1985)
- Amstel Gold Race: Bernard Hinault (1981)

### A les grans voltes
- Volta a Espanya
  - 2 participacions (1978, 1983)
  - 12 victòries d'etapa:
    - 7 a la 1978: Bernard Hinault (5), Willy Teirlinck (2)
    - 5 a la 1983: Dominique Gaigne, Laurent Fignon, Pascal Poisson, Bernard Hinault (2)

  - 2 victòria final: Bernard Hinault (1978, 1983)

- Tour de França
  - 8 participacions (1978, 1979, 1980, 1981, 1982, 1983, 1984, 1985)
  - 36 victòries d'etapa:
    - 3 el 1978: Bernard Hinault (3)
    - 8 el 1979: Bernard Hinault (7), Pierre-Raymond Villemiane
    - 3 el 1980: Bernard Hinault (3)
    - 5 el 1981: Bernard Hinault (5)
    - 4 el 1982: Bernard Hinault (4)
    - 3 el 1983: Dominique Gaigne, Philippe Chevallier, Laurent Fignon
    - 10 el 1984: CRE, Marc Madiot, Laurent Fignon (5), Pascal Jules, Pascal Poisson, Pierre-Henri Menthéour

  - 6 victòries final: Bernard Hinault (1978, 1979, 1981), 1982), Laurent Fignon (1983, 1984)
  - 10 classificacions secundàries:
    - Classificació dels esprints intermedis: Jacques Bossis (1978)
    - Classificació per punts: Bernard Hinault (1979)
    - Classificació dels joves: Jean-René Bernaudeau (1979), Laurent Fignon (1983), Greg LeMond (1984)
    - Premi de la combativitat: Bernard Hinault (1981)
    - Classificació de la combinada: Bernard Hinault (1981, 1982)
    - Classificació per equips: (1979, 1984)

- Giro d'Itàlia
  - 3 participacions (1980, 1982, 1984)
  - 12 victòria d'etapa:
    - 3 el 1980: Yvon Bertin, Bernard Hinault, Jean-René Bernaudeau
    - 6 el 1982: CRE, Bernard Hinault (4), Bernard Becaas
    - 3 el 1984: CRE, Martial Gayant, Laurent Fignon

  - 2 victòria final: Bernard Hinault (1980, 1982)
  - 3 classificacions secundàries:
    - Gran Premi de la muntanya: Laurent Fignon (1984)
    - Classificació dels joves: Charly Mottet (1984)
    - Classificació per equips: (1984)